# De tre gracerna (Cranach)
De tre gracerna är en oljemålning av den tyske renässanskonstnären Lucas Cranach den äldre. Den målades 1531 och ingår sedan 2011 i samlingarna på Louvren i Paris. Datering och signatur, en bevingad drake, kan ses i nedre högra hörnet (otydligt på bilden). Cranach målade ytterligare några verk med samma motiv varav en dateras till 1535 och är utställd på Nelson-Atkins Museum of Art i Kansas City.
De tre gracerna var i romersk mytologi tre gudinnor som skänkte yttre skönhet och inre harmoni åt människor, konst och litteratur. De avbildas ofta som tjänarinnor till Venus, till exempel i Sandro Botticellis Våren. De motsvaras i grekisk mytologi av chariterna. De tre gracerna blev ett populärt motiv under renässansen med dess vurm för antiken (även Rafael målade De tre gracerna). Här illustrerar Cranach detta renässansintresse, men figurernas smala proportioner är snarare gotiska till sin karaktär. Figurerna framhävs mot den mörka bakgrunden vilket gör att deras kroppar ser skulpturala ut. Cranachs bilder utmärks av kraftig färg och markerad motsättning mellan mörkare och ljusare partier (så kallad chiaroscuro) samt en sirlig ornamental linjestil vilket ger ett närmast naivt drag åt de slanka figurerna.
Den centrala figuren bär en bredkantad ståtlig hatt i enlighet med det mode som gällde vid Fredrik III av Sachsens hov i Wittenberg där Cranach var anställd som hovmålare. Cranach utvecklade ett erotiskt nakenmåleri för en utvald krets av privata samlare. Motiven hämtades från religiösa eller mytologiska berättelser för att ge dem ett sken av anständighet – men genomskinliga slöjor, överdådiga hattar och smycken snarare framhävde nakenheten. Andra verk av Cranach med mytologiska motiv är Venus och Amor och Paris dom.

## Bilder

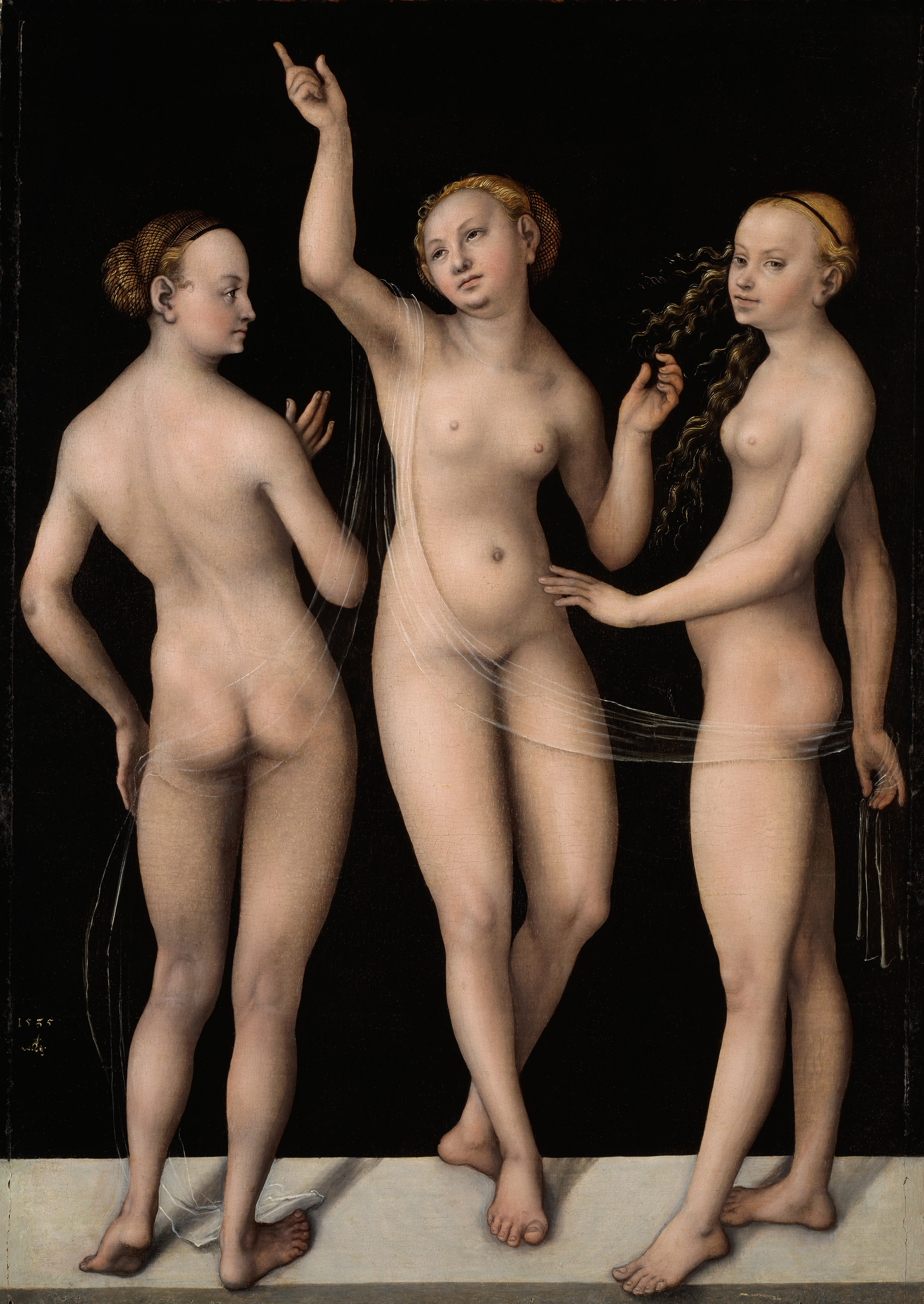
1535 års version ingår sedan 1956 i Nelson-Atkins Museum of Art. Den är något större (49,2 x 34,5 cm) och målad med olja på träpannå.
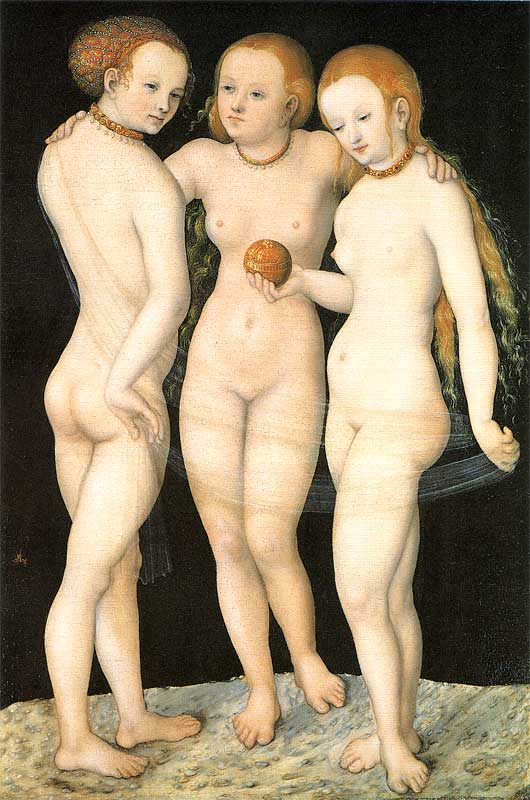
Odaterad Cranachmålning i privat ägo.